# Odonteus obesus
Odonteus obesus är en skalbaggsart som beskrevs av Leconte 1859. Odonteus obesus ingår i släktet Odonteus och familjen Bolboceratidae. Inga underarter finns listade i Catalogue of Life.